# 1967 en science
| Années de la science : 1964 - 1965 - 1966 - 1967 - 1968 - 1969 - 1970    |
| Décennies de la science : 1930 - 1940 - 1950 - 1960 - 1970 - 1980 - 1990 |

Cet article présente les faits marquants de l'année 1967 en science.

## Évènements
- 3 janvier : création en France de trois organismes de recherche, l'Agence nationale de valorisation de la recherche (ANVAR), le Centre national d'exploitation des océans (CNEXO) et l'Institut national de recherche en informatique et en automatique (INRIA), dans le cadre du Plan Calcul[1].
- 17 avril : lors de la réunion de l'American Geophysical Union, William Jason Morgan expose sa théorie de la tectonique des plaques qui est publiée l'année suivante[2].
- Mai : Syukuro Manabe et Richard T. Wetherald publient un modèle climatique qui prédisant une augmentation de la température globale de la Terre de 2 °C si la concentration de CO2 dans l'atmosphère venait à doubler[3].

- 27 juin : le premier distributeur automatique de billets, conçu par l'inventeur écossais John Shepherd-Barron est installé par la société De La Rue à l'agence d'Enfield, branche de la Barclays, au nord de Londres[4].
- 25 août : L’Archéonaute, premier navire de recherches archéologique sous-marines, est mis en eau à Arcachon[5].
- Octobre : l'informaticien américain Lawrence Roberts, de l'ARPA, présente le plan du projet ARPANET, réseau militaire qui lance les bases de l'internet lors de la conférence de l'Association for Computing Machinery (ACM) à Gatlinburg, au Tennessee[6].
- 30 décembre : Dan McKenzie et Parker publient, indépendamment de Morgan, leur théorie de la tectonique des plaques[7].

### Sciences physiques
- 19 janvier : création de l'Institut Laue-Langevin[8].

- Synthèse du Dubnium (Db), élément chimique de numéro atomique 105 par l'Institut unifié de recherches nucléaires (JINR), par l'équipe de Gueorgui Fliorov, en Russie[9].
- Création de l'Institut des sciences nucléaires, futur Laboratoire de physique subatomique et de cosmologie de Grenoble[10].

- Les physiciens Steven Weinberg et Abdus Salam proposent indépendamment la théorie de l'interaction électrofaible[11].

#### Astronautique
- 27 janvier : les astronautes américains Virgil Grissom, Edward White et Roger Chaffee trouvent la mort à Cap Kennedy dans l'incendie d'Apollo 1, lors d'un test de la capsule[12].
- 5 février : la sonde américaine Lunar Orbiter 3 part se mettre en orbite autour de la Lune pour reconnaître 12 sites possibles d'atterrissage des sondes Surveyor et des vaisseaux Apollo. Elle s’écrase sur la Lune le 9 octobre[13].

- 17 avril : lancement de Surveyor 3, première sonde américaine destinée à prélever des échantillons du sol lunaire[13].
- 23 avril : le colonel Vladimir Mikhailovich Komarov est placé en orbite à bord du vaisseau soviétique Soyouz 1, qui s'écrase  à l’atterrissage le 24 avril, entrainant la mort du cosmonaute[14].

- 8 septembre : lancement de Surveyor 5 qui se pose sur la Lune et en entreprend l’étude chimique[13].

- 18 octobre : la sonde spatiale soviétique Venera 4 (Vénus IV), lancée le 12 juin, atteint son objectif et transmet les premières données d'en dessous de la couche de nuages de Vénus[14].

### Sciences de la vie
- 3 novembre : leçon inaugurale de Jacques Monod au Collège de France, à la chaire de biologie moléculaire[15].

- 3 décembre, Afrique du Sud : le professeur Christiaan Barnard réalise la première greffe d’un cœur humain. Le patient succombe le 20 décembre[16].

- Les écologues américains Robert MacArthur et Edward O. Wilson généralisent les principes reçus de la Dynamique des populations en définissant le modèle évolutif r/K[17]
- Le biologiste britannique John Gurdon utilise la transplantation nucléaire pour cloner le xenopus laevis, une grenouille sud-africaine, le premier clonage d'un vertébré par l'usage d'un noyau pris d'une cellule adulte complètement développée[18].

## Publications
- Bruno Bettelheim : La Forteresse vide, sur l’autisme infantile. Traduction en français en 1969.
- Emmanuel Le Roy Ladurie : Histoire du climat depuis l'an mil, Flammarion, 1967
- Robert MacArthur et Edward Osborne Wilson : Theory of Island Biogeography.

## Prix
- 30 octobre : Prix Nobel

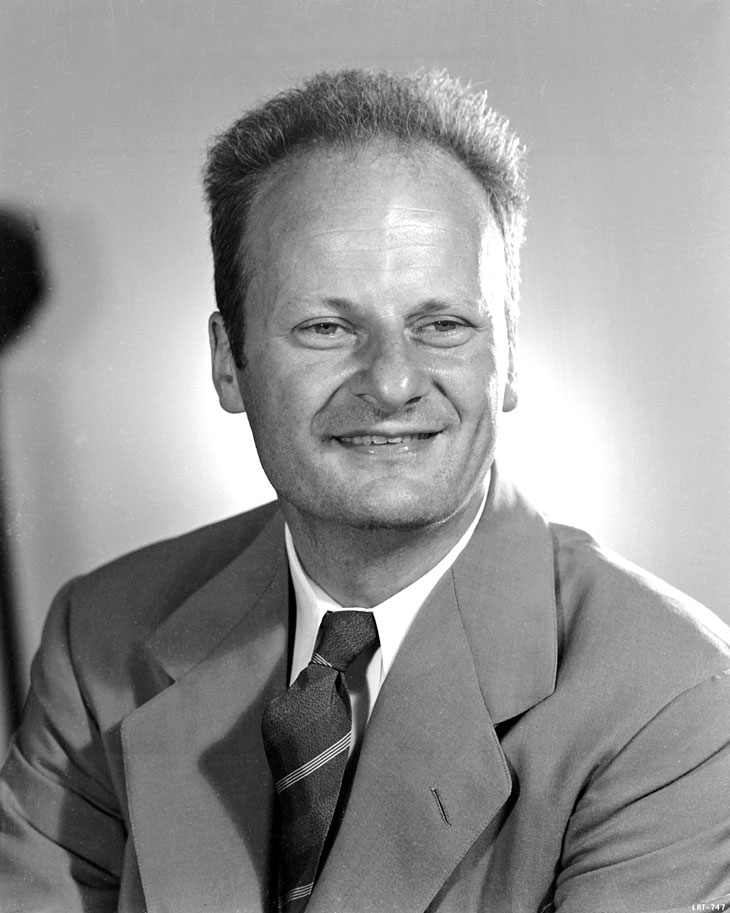
Hans Bethe

  - Physique : Hans Bethe, pour ses recherches sur les rayons cosmiques et l’origine de l’énergie des étoiles chaudes
  - Chimie : Manfred Eigen (allemand), Ronald George Wreyford Norrish, George Porter (britanniques), pour leurs travaux sur la mesure des réactions chimiques ultra-rapides.
  - Physiologie ou médecine : Ragnar Granit (Suédois né en Finlande), Haldan Keffer Hartline, George Wald (Américains) pour leurs travaux sur l’œil.

- Prix Lasker
  - Prix Albert-Lasker pour la recherche médicale fondamentale : Bernard Beryl Brodie
  - Prix Albert-Lasker pour la recherche médicale clinique : Robert Allan Phillips

- Médailles de la Royal Society
  - Médaille Buchanan : Graham Wilson
  - Médaille Copley : Bernard Katz
  - Médaille Davy : Vladimir Prelog
  - Médaille Hughes : Kurt Mendelssohn
  - Médaille royale : Joseph Hutchinson, John Zachary Young, Cecil Edgar Tilley
  - Médaille Sylvester : Harold Davenport

- Médailles de la Geological Society of London
  - Médaille Lyell : William Quarrier Kennedy
  - Médaille Murchison : Thomas Stanley Westoll
  - Médaille Wollaston : Edward Crisp Bullard

- Prix Jules-Janssen (astronomie) : Jean-Claude Pecker
- Prix Turing : Maurice Wilkes (Royaume-Uni)
- Médaille Bruce (Astronomie) : Ludwig Biermann
- Médaille Linnéenne : Charles Sutherland Elton et Charles Edward Hubbard
- Médaille d'or du CNRS : Claude Lévi-Strauss

## Naissances

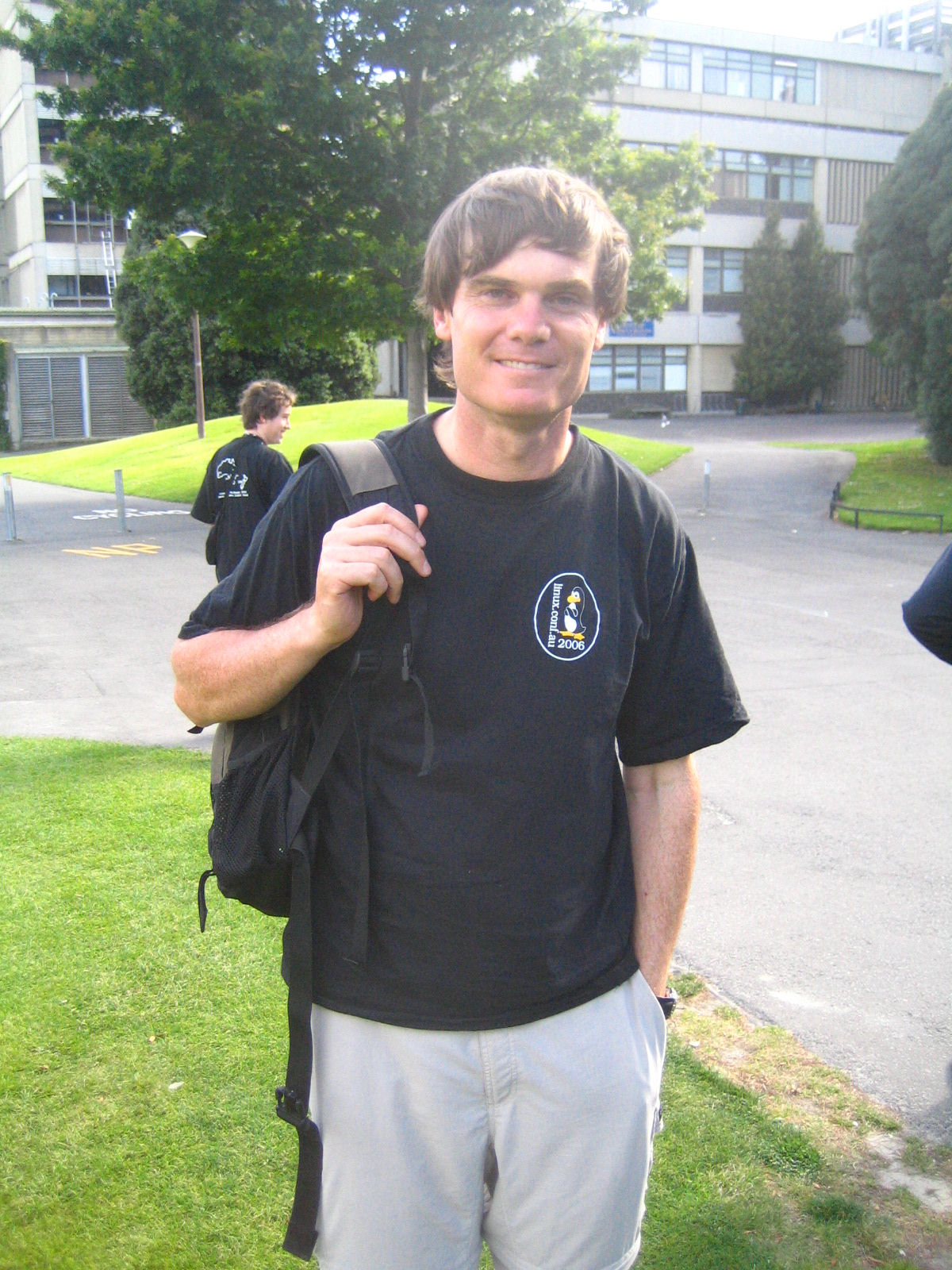
Andrew Tridgell

- 8 février : Gloria Origgi, philosophe et logicienne italienne.
- 24 février : José Braga, anthropobiologiste et paléoanthropologue français.
- 28 février : Andrew Tridgell, informaticien australien.

- 14 mars : Michael Fincke, astronaute américain.
- 26 mars : Clément Sire, mathématicien et physicien français.
- 12 mai : Antoine Joux, cryptologue français.
- 14 mai : Sebastian Thrun, chercheur en informatique allemand.
- 21 mai : Gabriele Nebe, mathématicienne allemande.
- 23 mai : Annette Huber-Klawitter, mathématicienne allemande.
- 24 mai : Alessandra Minetti, archéologue et étruscologue italienne.

- 4 juin : Robert Shane Kimbrough, astronaute américain.
- 11 juin : Erwan Dianteill, anthropologue et sociologue français.

- 9 août : Silvia Pessah, chirurgienne péruvienne, ministre de la santé.
- 16 août : Jarkko Oikarinen, informaticien finlandais.
- 23 août :
  - Dominic A. Antonelli, astronaute américain.
  - Joseph M. Acaba, astronaute américain.

- 11 septembre : Randolph Bresnik, astronaute américain.
- 17 septembre : Petr Pravec, astronome tchèque.

- 3 novembre : Paul Courbis, programmeur français.

- 1er décembre : Konstantin Kozeïev, cosmonaute soviétique.

- Matthew J. Holman, astrophysicien américain.

- Jacques Kinnaer, égyptologue belge (ou 1966).

## Décès

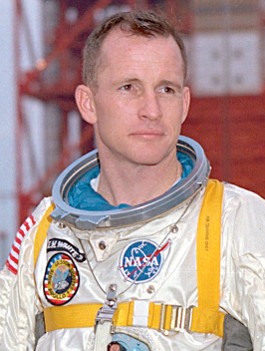
Edward White

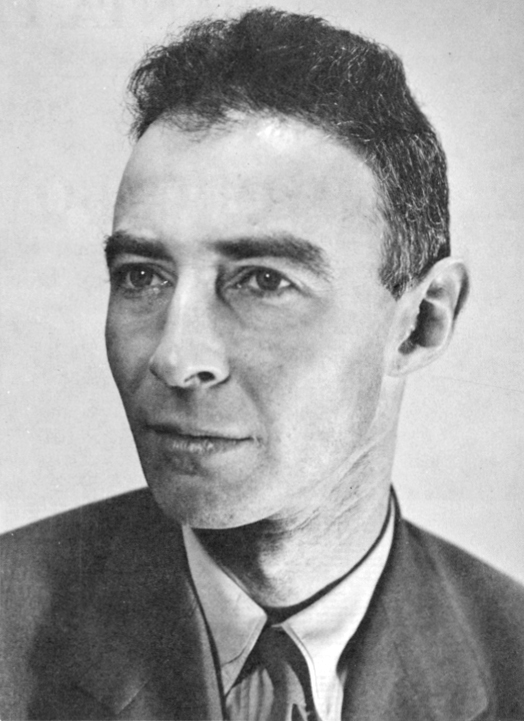
Robert Oppenheimer

- 16 janvier : Hugh Beaver (né en 1890), ingénieur, industriel et statisticien britannique.
- 19 janvier : Casimir Funk (né en 1884), biochimiste polonais.
- 23 janvier : Raymond Vaufrey (né en 1890), géologue, paléontologue et préhistorien français.
- 27 janvier :
  - Edward White (né en 1930), astronaute américain.
  - Gus Grissom (né en 1926), astronaute américain.
  - Roger Chaffee (né en 1935), astronaute américain.

- 8 février : Jotham Johnson (né en 1905), archéologue américain.
- 18 février : Robert Oppenheimer (né en 1904), physicien américain.
- 11 mars : Walter A. Shewhart (né en 1891), physicien et statisticien américain.
- 21 mars : Alexander Macklin (né en 1889), médecin et explorateur polaire britannique.
- 27 mars : Jaroslav Heyrovský (né en 1890), physicien et chimiste tchèque, prix Nobel de chimie en 1959.

- 5 avril : Hermann Joseph Muller (né en 1890), généticien américain, prix Nobel de physiologie ou médecine en 1946.
- 19 avril : Julien Péridier (né en 1882), ingénieur en électricité et astronome amateur français.
- 21 avril : André Danjon (né en 1890), astronome français.
- 24 avril : Vladimir Komarov (né en 1927), cosmonaute soviétique.

- 5 mai : Owen Thomas Jones (né en 1878), géologue gallois.
- 22 mai : Alexis Balandine (né en 1898), professeur de chimie russe.
- 26 mai : Charles Maurain (né en 1871), géophysicien français.

- 6 juin : Edward Givens (né en 1930), aspirant-astronaute américain.

- 9 juillet : Eugen Fischer (né en 1874), médecin, généticien, anthropologue et universitaire allemand.
- 17 juillet : Janet Lane-Claypon (née en 1877), médecin et statisticienne britannique.

- 1er août : Richard Kuhn (né en 1900), biochimiste autrichien-allemand.
- 24 août : Hermann Grapow (né en 1885), égyptologue allemand.
- 27 août : Louis Poinssot (né en 1879), archéologue français.
- 10 septembre : John Charles Duncan (né en 1882), astronome américain.
- 18 septembre : John Cockcroft (né en 1897), physicien britannique, prix Nobel de physique en 1951.
- 27 septembre : Leonard Colebrook (né en 1883), physiologiste et bactériologiste anglais.

- 2 octobre : Hans Reissner (né en 1874), mathématicien, ingénieur et physicien allemand.
- 5 octobre : Clifton Williams (né en 1932), aspirant-astronaute américain.
- 9 octobre: Cyril Norman Hinshelwood (né en 1897), physicien chimiste anglais, prix Nobel de chimie en 1956.
- 21 octobre : Ejnar Hertzsprung (né en 1873), chimiste et astronome danois.
- 5 novembre : Erling Johnson (né en 1893), chimiste norvégien.
- 6 novembre : Jean Dufay (né en 1896), astronome français, directeur de l'observatoire de Lyon et de l'observatoire de Haute-Provence
- 15 novembre : Michael James Adams (né en 1930), aviateur américain.
- 20 novembre : Kazimierz Funk (né en 1884), biochimiste polonais.

- 8 décembre : Robert Henry Lawrence (né en 1935), pilote de l'armée de l’air américaine et aspirant-astronaute américain.

- Herbert Spinden (né en 1879), anthropologue américain.
- Jean Poulain (né en 1884), dessinateur animalier belge.